# Naldaviricetes
Naldaviricetes es una clase de virus de ADN infectivos para artrópodos que conforman su propio dominio Telodnaviria y se caracterizan por tener viriones de morfología inusual en forma filamentosa u ovoide, que se componen de una nucleocápside y una envoltura vírica. Los genomas son circulares y de ADN bicatenario. Todos los miembros se replican en el núcleo. Todos comparten como homólogo una proteína única llamada P95/VP91, la presencia de múltiples repeticiones directas intercaladas, genes que codifican varias subunidades de la ADN polimerasa y ARN polimerasa, incluido cuatro genes de factores de expresión tardía y los genes del factor de infectividad que sugieren un mecanismo común de entrada al huésped. Incluye 5 familias. Una es derivada. Los virus de esta clase no parecen estar relacionados con otros virus por lo que se ha propuesto que se clasifiquen en un nuevo dominio denominado Telodnaviria. Su origen es desconocido es posible que el linaje tenga virus procariotas desconocidos o que hayan surgido de eventos de recombinación entre virus y elementos genéticos móviles.

## Taxonomía

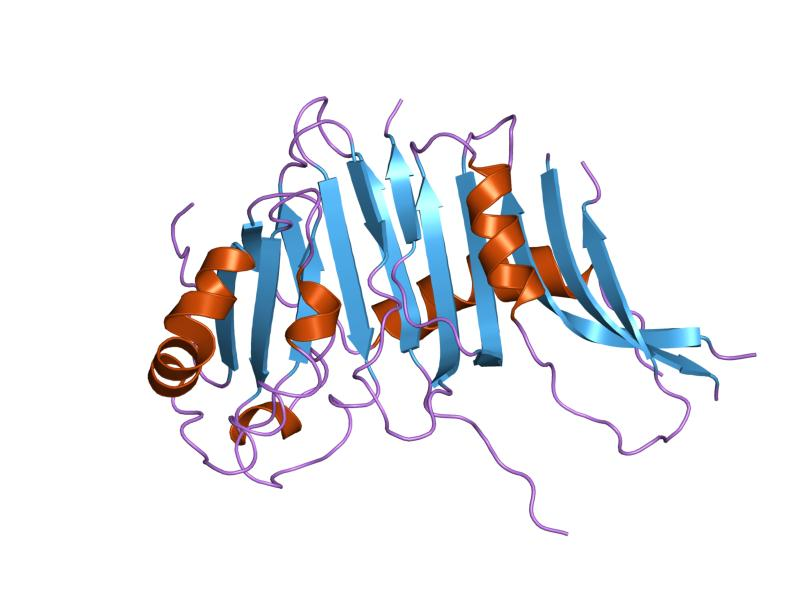
Proteína típica de este dominio.

Incluye las siguientes familias y órdenes:
- Familia Nimaviridae
- Orden Lefavirales
  - Familia Baculoviridae
  - Familia Hytrosaviridae
  - Familia Filamentoviridae
  - Familia Nudiviridae
  - Familia Polydnaviriformidae

## Filogenia
Las relaciones filogenéticas serían las siguientes según análisis filogenéticos:
|  | Hytrosaviridae   |
|  |                  |
|  | Filamentoviridae |
|  |                  |

|  | Baculoviridae                                                       |
|  |                                                                     |
|  | \| \| Nudiviridae \| \| \| \| \| \| Polydnaviriformidae \| \| \| \| |
|  |                                                                     |
|  | Nudiviridae                                                         |
|  |                                                                     |
|  | Polydnaviriformidae                                                 |
|  |                                                                     |

|  | Nudiviridae         |
|  |                     |
|  | Polydnaviriformidae |
|  |                     |

|  | Hytrosaviridae   |
|  |                  |
|  | Filamentoviridae |
|  |                  |

|  | Baculoviridae                                                       |
|  |                                                                     |
|  | \| \| Nudiviridae \| \| \| \| \| \| Polydnaviriformidae \| \| \| \| |
|  |                                                                     |
|  | Nudiviridae                                                         |
|  |                                                                     |
|  | Polydnaviriformidae                                                 |
|  |                                                                     |

|  | Nudiviridae         |
|  |                     |
|  | Polydnaviriformidae |
|  |                     |

|  | Hytrosaviridae   |
|  |                  |
|  | Filamentoviridae |
|  |                  |

|  | Baculoviridae                                                       |
|  |                                                                     |
|  | \| \| Nudiviridae \| \| \| \| \| \| Polydnaviriformidae \| \| \| \| |
|  |                                                                     |
|  | Nudiviridae                                                         |
|  |                                                                     |
|  | Polydnaviriformidae                                                 |
|  |                                                                     |

|  | Nudiviridae         |
|  |                     |
|  | Polydnaviriformidae |
|  |                     |

|  | Hytrosaviridae   |
|  |                  |
|  | Filamentoviridae |
|  |                  |

|  | Baculoviridae                                                       |
|  |                                                                     |
|  | \| \| Nudiviridae \| \| \| \| \| \| Polydnaviriformidae \| \| \| \| |
|  |                                                                     |
|  | Nudiviridae                                                         |
|  |                                                                     |
|  | Polydnaviriformidae                                                 |
|  |                                                                     |

|  | Nudiviridae         |
|  |                     |
|  | Polydnaviriformidae |
|  |                     |